# Boureni (okręg Dolj)
Boureni – wieś w Rumunii, w okręgu Dolj, w gminie Afumați. W 2011 roku liczyła 1073 mieszkańców.